# 安息香酸CoAリガーゼ
安息香酸CoAリガーゼ(Benzoate-CoA ligase、EC 6.2.1.25)は、以下の化学反応を触媒する酵素である。
ATP + 安息香酸 + CoA{\displaystyle \rightleftharpoons }AMP + 二リン酸 + ベンゾイルCoA
従って、この酵素の3つの基質はATPと安息香酸とCoA、3つの生成物はAMPと二リン酸とベンゾイルCoAである。
この酵素は、リガーゼ、特に酸-チオールリガーゼに分類される。系統名は、安息香酸:CoAリガーゼ(AMP生成)である。その他よく用いられる名前に、benzoate-coenzyme A ligase、benzoyl-coenzyme A synthetase、benzoyl CoA synthetase (AMP forming)等がある。
この酵素は、安息香酸の分解に関与している。

## 構造
2007年末時点で、この酵素の1つの構造が解明されている。蛋白質構造データバンクのコードは、2V7Bである。